# Concrète (stof)
Een concrète is een door extractie van natuurlijk materiaal verkregen geurende stof. Concrètes worden vrijwel uitsluitend gebruikt als grondstof voor het bereiden van een absolue. Een concrète wordt gemaakt door geurende plantendelen te extraheren in hexaan of een soortgelijk oplosmiddel, in ieder geval in een middel dat apolair is. Het extract dat na verdamping van de hexaan overblijft is de concrète. Concrètes woorden voornamelijk gemaakt van plantendelen die water bevatten. Water is niet oplosbaar in hexaan, dus is het concrète watervrij. Het eindproduct, de absolue, wordt op die manier ook watervrij. 
Iris concrète is geen echte concrète, maar de etherische olie gemaakt van de wortelstokken van bepaalde soorten van de iris. Het wordt traditioneel toch nog steeds concrète genoemd.
Resinoïden kunnen goed met concrète worden vergeleken. Resinoïden worden verkregen door de uitgangsstof in ethanol op te lossen, maar een van de twee einden het molecuul ethanol is ook apolair.